# دریسپیتس
دریسپیتس (به لاتین: Dreispitz) یک کوه در سوئیس است که در کانتون برن واقع شده‌است. دریسپیتس ۲٬۵۲۰ متر بالاتر از سطح دریا واقع شده‌است.